# Un ettaro di cielo
Un ettaro di cielo è un film del 1958 diretto da Aglauco Casadio.

## Trama
Severino Balestra, un ambulante che gira per le varie feste paesane del delta del Po vendendo cianfrusaglie, torna a Migliarino, dove vivono tre anziani che sbarcano il lunario con qualche lavoretto da barbiere, oppure pescando di frodo le anguille. Lì vive anche Marina, la giovane che ha avuto con lui una relazione l'anno precedente e che adesso lavora nella locanda del paese.
Severino racconta ai tre ingenui vecchi storie inverosimili sulle grandi città e sul progresso. Alla sera, dopo aver tentato inutilmente di passare la notte con Marina nella locanda, Severino si ferma dai tre anziani e qui propone loro un affare: la vendita di pezzi del cielo, che li farà diventare ricchi perché potranno farsi pagare l'affitto dagli aerei che passano da lì. Naturalmente - dice loro - potranno usare la proprietà solo da morti.
I tre ingenui anziani accettano l'affare e gli danno 3 000 lire, tutti i loro risparmi, come anticipo. Poi decidono di uccidersi per poter approfittare subito del loro investimento e tentano di farlo nell'unico modo possibile in quella zona: annegandosi nelle paludi. Ma non hanno calcolato che molte zone sono state ormai bonificate e quando uno dei tre si getta in acqua, essa è profonda solo pochi centimetri.
Severino, che non si era reso conto delle conseguenze del suo gesto, intanto è restato in paese a fare le sue truffe. Incontra di nuovo Marina e questa volta la ragazza, che è comunque attratta dalla cialtronesca simpatia di Severino, non lo respinge e si allontana con lui tra i canneti.
Qui Severino capisce i propositi dei tre anziani e disperato, credendo che davvero si stiano suicidando, si mette a cercarli nella palude. I tre intanto, dopo il fallito tuffo in acqua, si ubriacano, ma corrono davvero il rischio di annegare perché il vecchio barcone su cui vivono va verso il largo ed affonda. Vengono salvati dalla guardie, con cui per anni sono stati in conflitto per la pesca di frodo.

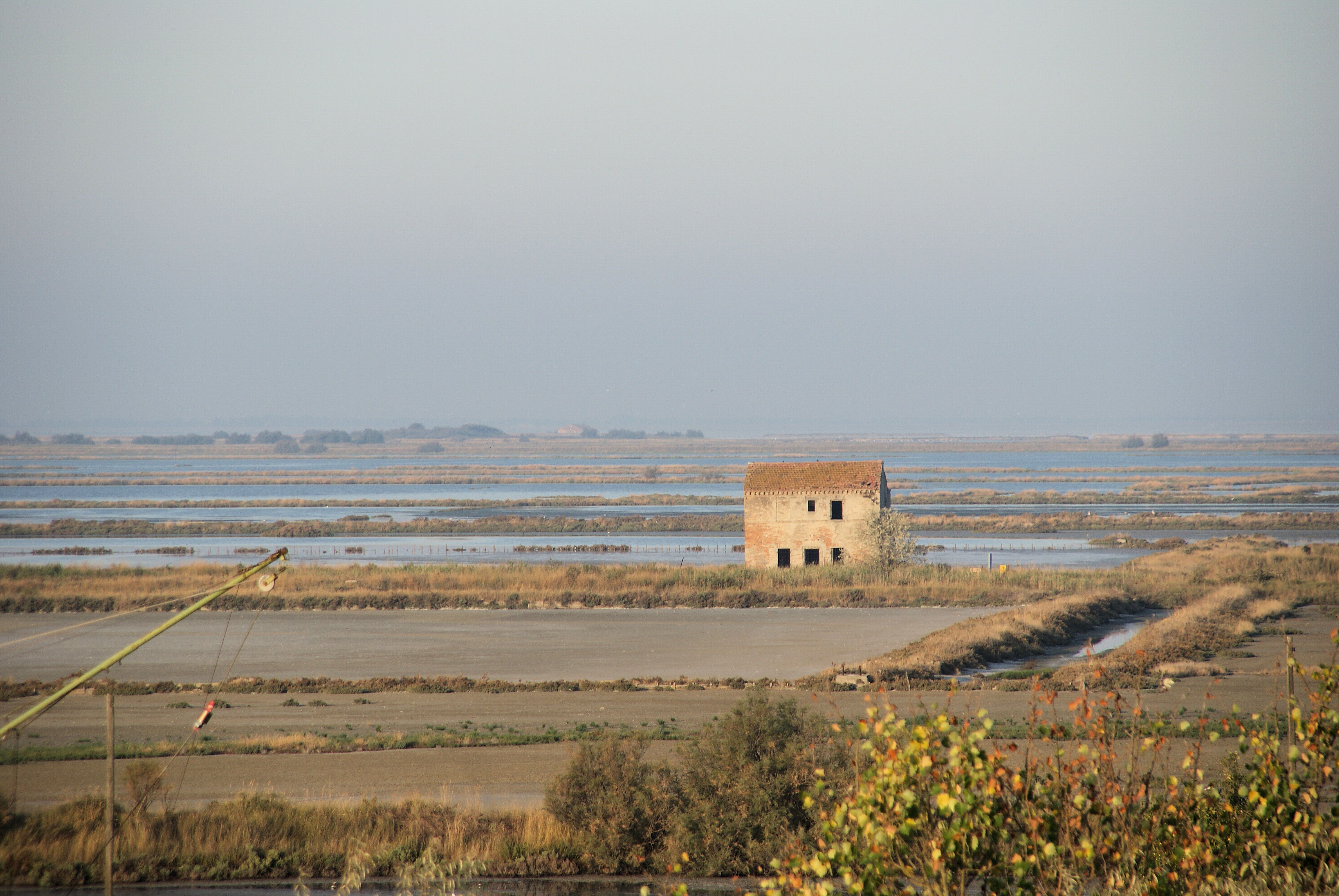
Le valli di Comacchio, dove fu girato, nell'estate del 1957, il film.

Alla fine Severino, felice che non sia successo nulla, restituisce agli anziani il denaro che aveva avuto come anticipo di quell'ettaro di cielo che volevano comprare e se ne va perché la festa del paese è finita. Marina parte assieme a lui.

## Ambientazione
La pellicola è ambientata nella zona del Delta del Po e Valli di Comacchio. Per la precisione le scene esterne sono girate sia in Provincia di Ferrara - Lido di Volano, Goro e Migliarino - che in Provincia di Ravenna, alla foce del fiume Reno..

## Incasso
Il film fu, dal punto di vista commerciale, un "flop": incassò soltanto 67 milioni e mezzo. A seguito di ciò il regista Aglauco Casadio, di cui "Un ettaro di cielo" era l'opera prima, non riuscì più a dirigere nessuna'altra pellicola, se non, nel 1961, un film per ragazzi "Cinque leoni, un soldo", anche se si parlò di una sua seconda regia, "La Fiumara", mai realizzata.

## Altre notizie
Tra gli sceneggiatori della pellicola compare un giovane (26 anni) Elio Petri. Nei titoli di testa del film è scritto che la sceneggiatura è tratta da un fatto di cronaca e questa notizia è ripresa anche nelle notizie di stampa, anche se non viene mai riferito di quale fatto si tratti. Tonino Guerra, oltre che sceneggiatore, svolge anche la funzione di aiuto regista. La lavorazione esterna del film fu realizzata principalmente nei mesi estivi, per evitare le giornate di nebbia, ma ciò causò alla troupe notevoli problemi a causa della calura.
Quando interpretò "Un ettaro di cielo", Rosanna Schiaffino aveva soltanto 18 anni ed era sempre accompagnata sulle scene dalla madre. Nonostante la giovane età e l'interpretazione di soli due film prima di quello, aveva già una certa notorietà, ed una sua foto, scattata da Philip Hasmian, era apparsa sul prestigioso rotocalco americano "Life". Durante la lavorazione del film dichiarò:«Sono stanca di sentirmi dire che sono bella. Dopo questa mia interpretazione spero di mettere in evidenza anche un certo talento...»

## Critica e commenti
Il film ebbe una accoglienza di simpatia da parte della critica che vide nel regista un èmulo delle atmosfere felliniane. «Esordio del romagnolo Casadio - scrive "Il Morandini" - ex critico d'arte e documentarista, sulla scia di Fellini. Non a caso per questa picaresca favola romagnola, appello ai diritti della fantasia, s'è preso due suoi abituali collaboratori: Ennio Flaiano in sceneggiatura e il musicista Nino Rota. È una bolla di sapone, che resiste, però, intatta sino alla fine, senza un carico eccessivo di simboli, cioè senza prendersi troppo sul serio. Al fianco di un Mastroianni in forma c'è una Schiaffino cui si addice un versetto del Cantico dei cantici: "soave e maestosa come Gerusalemme"».
«Gustosa favoletta cinematografica - scrive "La Stampa" - dell'esordiente regista Casadio (...)Senza eccessive forzature ed abbellito dalla presenza di Rosanna Schiaffino, il film riesce abbastanza piacevole. Ottima la fotografia».
Su "La notte" scrive Morando Morandini:«Casadio ha disegnato la figura di un picaresco protagonista, sempre in bilico tra realtà e favola, senza mai perdere il senso della misura, evitando di caricare eccessivamente di simboli l'arabesco impalpabile del suo bozzetto....»
Mastroianni, dal canto suo, manifestò una particolare simpatia per il film, di cui era il protagonista.«È un film - dichiarò - cui sono legato da affetto, come accade per i lavori che hanno avuto meno esito popolare (...) fu anche l'esordio, o quasi, di Tonino Guerra che poi è diventato uno dei più bravi sceneggiatori italiani. (...) Il film era una fiaba curiosa e mi piaceva moltissimo, era interessante, però forse poco credibile per il pubblico che è abituato a cose molto più tangibili, poco propenso a fatti fantastici».